# Birger Wasenius
Birger Wasenius (Hèlsinki, Gran Ducat de Finlàndia 1911 - Llac Làdoga, Unió Soviètica 1940) fou un patinador de velocitat sobre gel.

## Biografia
Va néixer el 7 de desembre de 1911 a la ciutat de Hèlsinki, en aquells moments capital del Gran Ducat de Finlàndia i que avui en dia és capital de Finlàndia. Va morir el 2 de gener de 1940 prop del Llac Làdoga durant la Guerra d'Hivern en un combat entre les tropes finlandeses i soviètiques.

## Carrera esportiva
Wasenius va despuntar esportivament en el Campionat Europeu de Patinatge de velocitat sobre gel l'any 1933 quan aconseguí el segon lloc, aconseguint posteriorment dues medalles de bronze en aquest campionat. Al Campionat del Món de Patinatge de velocitat aconseguí el segon lloc en les edicions de 1934, 1936 i 1937, aconseguint guanyar la medalla d'or en l'edició de 1939.
Participà en els Jocs Olímpics d'Hivern de 1936 disputats a Garmisch-Partenkirchen (Alemanya), on finalitzà tercer en la prova de 1.500 metres i segon en les proves de 5.000 i 10.000 metres, quedant sempre darrere del noruec Ivar Ballangrud.

### Rècords personals
| Prova    | Temps   | Data                 | Seu                    | Rècord del món |
| -------- | ------- | -------------------- | ---------------------- | -------------- |
| 500 m    | 43.4    | 5 de febrer de 1938  | Davos                  | 42.3           |
| 1.500 m  | 2:18.2  | 31 de gener de 1937  | Davos                  | 2:17.4         |
| 3.000 m  | 4:55.7  | 30 de gener de 1937  | Davos                  | 4:49.6         |
| 5.000 m  | 8:21.3  | 31 de gener de 1937  | Davos                  | 8:17.2         |
| 10.000 m | 17:28.2 | 14 de febrer de 1936 | Garmisch-Partenkirchen | 17:17.4        |